# Pomerium
Pomerium (łac. post murus, za murami) – u starożytnych Rzymian linia o charakterze sakralnym wyznaczająca granice miasta.
Zwyczaj wyznaczania pomerium pochodził od Etrusków. Według legendy Romulus w 753 p.n.e. wyorał pługiem bruzdę na zachodnim wierzchołku Palatynu, wytyczając w ten sposób granice Miasta (Roma quadrata). Przez pomerium rozumiano również wewnętrzny obszar miasta. Linię pomerium poświęcano bóstwom podziemnym. Jej przekroczenie było niedozwolone i zagrożone śmiercią z powodu rytualnej zmazy. Podczas wyznaczania granicy kilkakrotnie podnoszono pług, pozostawiając niezaoraną ziemię. W tych miejscach powstawały bramy. Linię pomerium oznaczano później kamiennymi słupami i wzdłuż niej starano się poprowadzić wały i mury obronne.
W przypadku Rzymu, podążając za rozbudową miasta, wyznaczano uroczyście nowe pomerium. Następowało to z opóźnieniem, co powodowało perturbacje komunikacyjne wewnątrz organizmu miejskiego. Dopiero na przełomie II i I wieku p.n.e. pomerium objęło teren zamieszkany już za Serwiusza Tuliusza (druga połowa VI wieku p.n.e.), a i to z wyłączeniem Awentynu, który w obręb pomerium wszedł dopiero za panowania cesarza Klaudiusza. Lex de imperio Vespasiani dozwalała cesarzowi poszerzyć granice pomerium za każdym razem, gdy uzna to za leżące w interesie państwa. Ostatni raz pomerium wyznaczono za panowania cesarza Aureliana (271), ustanawiając je wzdłuż wybudowanych wówczas murów obronnych. „Mur Aureliana” miał 19 km długości (duża część zachowała się do dziś). Dopiero po I wojnie światowej Rzym rozrósł się poza ustanowioną wówczas świętą granicę miasta.
Pomerium miało znaczenie kultowe i prawne. Oddzielne wróżby urzędowe należało wykonywać dla obszarów wewnątrz i na zewnątrz pomerium. W obrębie świętej granicy można było dokonywać pochówku tylko westalek i specjalnie zasłużonych Rzymian. Dopiero po zwycięstwie chrześcijaństwa w IV wieku zaczęły powstawać przykościelne cmentarze wewnątrz miasta. Pomerium rozgraniczało zasięg władzy cywilnej i wojskowej. Imperium wojskowe nie obowiązywało w jego granicach. Stąd wodzowie w niepewnych czasach schyłku republiki często zwoływali senat w świątyniach na Polu Marsowym, które leżało już poza pomerium. Do Miasta nie można było, z wyjątkiem triumfów, wchodzić z bronią. Z tego powodu na Polu Marsowym zbierały się również komicja centurialne. Na znak nieograniczonej władzy urzędników rzymskich poza Miastem, liktorzy wychodząc z niego wkładali topór przy przekraczaniu pomerium do noszonego w lewej ręce pęku rózg (fascesu). W obręb pomerium nie mieli prawa wchodzić hostes populi Romani (wrogowie ludu rzymskiego). Dlatego posłów państw będących z Rzymem w stanie wojny lub rozejmu senat przyjmował w świątyni Bellony na Polu Marsowym. Nawet Cezar musiał uszanować pomerium i wizytująca go Kleopatra nie przekroczyła granic Miasta.